# Eulschirbenmühle

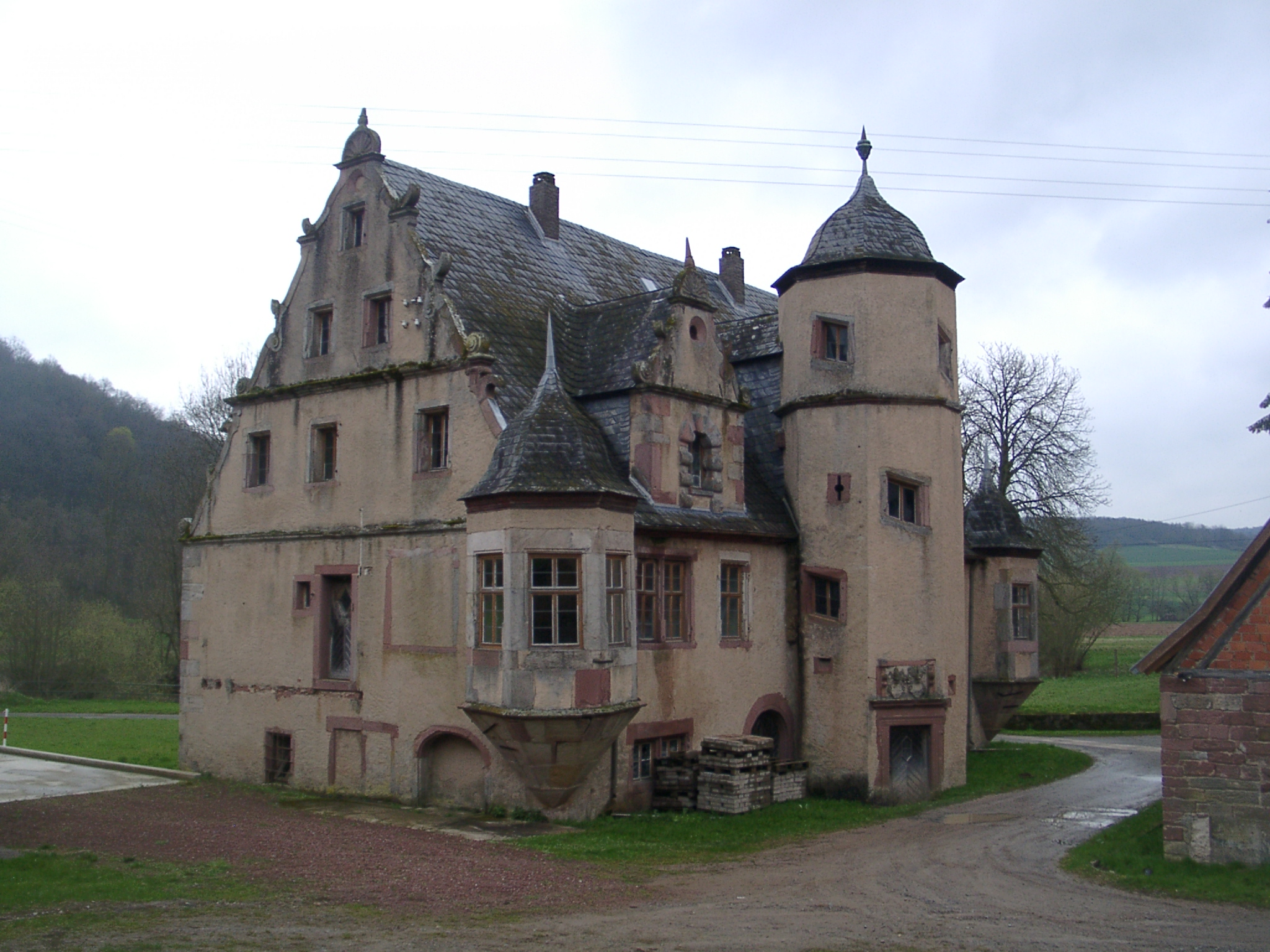
Die Eulschirbenmühle

Die Eulschirbenmühle war eine Tauber-Mühle am Weiler Eulschirben auf der Gemarkung des Werbacher Ortsteils Gamburg im Main-Tauber-Kreis im nördlichsten Baden-Württemberg. Das Gebäude steht unter Denkmalschutz.

## Geographie
Die Eulschirbenmühle liegt etwa drei Kilometer flussabwärts von Gamburg am linken Hangfuß des Tals der Tauber kurz vor einem Knick von Tal und Fluss nach links. Von einem Flusswehr geht auf wenig unter 160 m ü. NHN linksseits ein weniger als 200 Meter langer Mühlkanal ab, der früher nach wenigen Metern die Mühle speiste.

## Geschichte

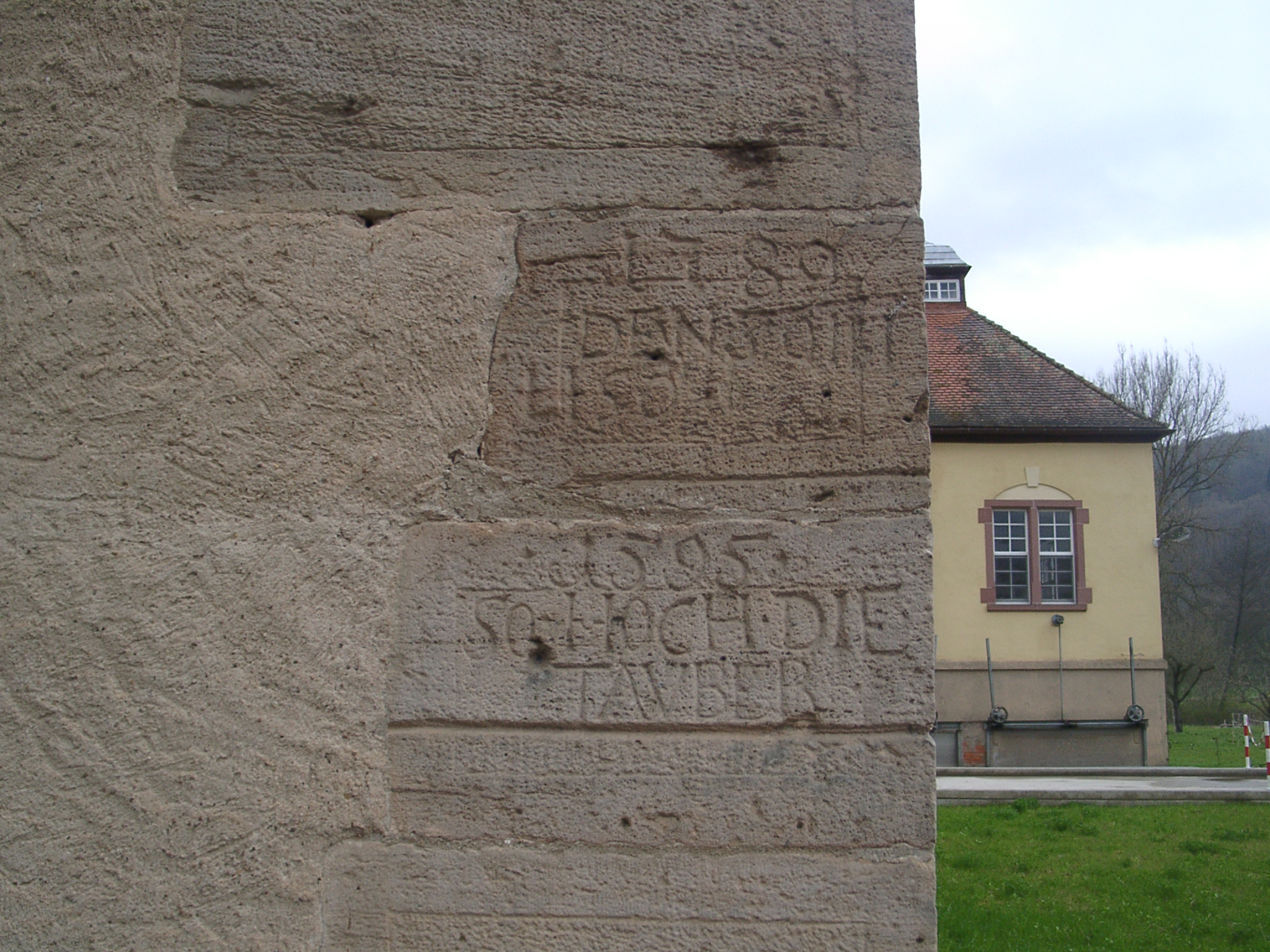
Hochwassermarke von 1595 am Mühlengebäude

Der Weiler Eulschirben, der in einigen Quellen auch als Eulschirbenhof bezeichnet wird, ist schon 1245 als molendinum Ulscirben bezeugt. Die Mühle kam 1320 vom Kloster Bronnbach in den Besitz der Rosenberg und war seit dem 16. Jahrhundert jeweils in der Hand der Besitzer der Burg Gamburg.
Errichtet wurde das schlossartige Hauptgebäude in reichen Renaissanceformen vermutlich in den Jahren 1592 bis 1595 durch die Grafen von Kronenberg; die Datierung stützt sich auf eine Hochwassermarke am Gebäude aus dem Jahr 1595. An der Mühle, deren Architekt nicht bekannt ist, befindet sich ein wichtiges Tauberwehr; mit ihr ist eine vor 1839 verfasste Melusinen-Sage verbunden.

## Charakteristik
Die flussparallel ausgerichtete Mühle hat ein schlossartiges Aussehen und ist symmetrisch zur Querachse gebaut. Sie hat aufwendige Schweifgiebel, zwei Zwerchhäuser, in der Mitte der hangseitigen Langseite ist ein Treppenturm vorgestellt. Die Voluten des Giebels, die Ornamente und die Gesimse zeugen ebenso von einem herrschaftlichen Anspruch im Echter-Stil wie die beiden Erker an den bergseitigen Ecken mit Welscher Haube, die in der fränkischen Baukunst eine herausragende Rolle spielen. Der Treppenturm hat renaissancetypische, dem Treppenlauf angepasste schrägsitzende Fenster. Sein Portal mit Doppelwappen über dem Architrav wurde vermutlich erst im Barock eingebaut; es führt in die Mühlenstube. Das Innere der Mühle ist mit vielen Stuckarbeiten geschmückt.

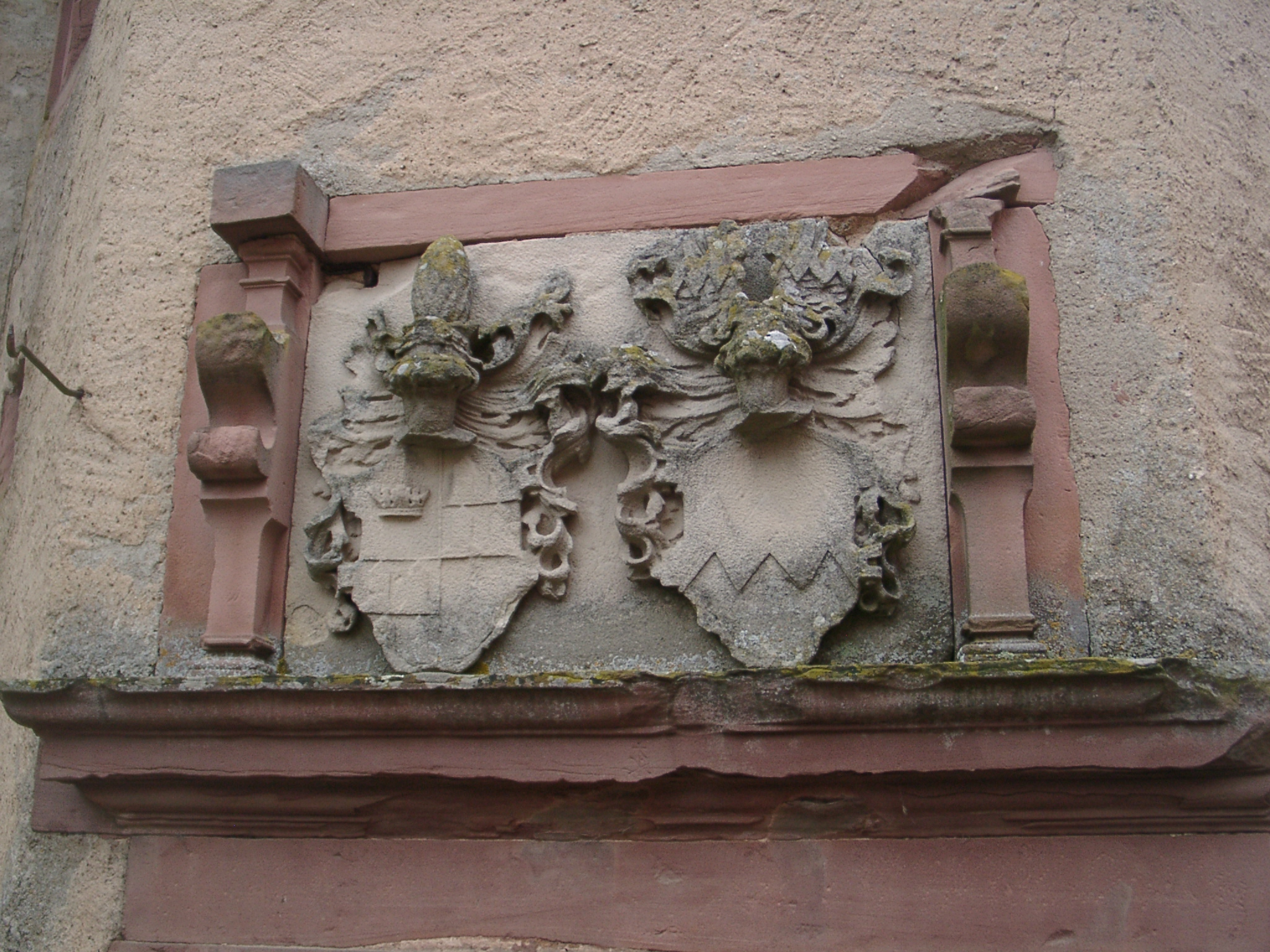
Die Wappen des Erbauers Kronenberg sowie Brendel oberhalb der Eingangstüre am Treppenturm

## Um- und Anbauten
Im Laufe der Zeit hat das Anwesen mehrere An- und Umbauten erlebt; das Mühlengebäude blieb hierbei jedoch unverändert. Bei der letzten Renovierung 1956–1958 wurden Anbauten entfernt, die die Mühle mit dem Nebengebäude verbanden, das zur Bergseite hin stand; außerdem wurde an der Flussseite der historische Wasserbau entfernt. Heute treibt das Wasser des Kanals eine Turbine zur Stromerzeugung.